# 库车良种繁育场
库车良种繁育场，是中华人民共和国新疆维吾尔自治区阿克苏地区库车市下辖的一个类似乡级单位。

## 行政区划
库车良种繁育场下辖以下地区：
第一分场村、第二分场村和场部村。